# Palembang
Palembang er hovedstad i provinsen Sydsumatra, Sumatra, Indonesien og har 1.535.952 (2010) indbyggere. Det er primært en handelsby med industri og olieraffinaderier. Der er tillige en flodhavn, tilgængelig for store oceanskibe og mennesker. 
I 7.-14. århundrede var byen hovedstad for et stort malajisk rige, der blev undertvunget af nederlænderne i 1825.